# Sauveterre (Gers)
Sauveterre è un comune francese di 297 abitanti situato nel dipartimento del Gers nella regione dell'Occitania.
Il territorio comunale è bagnato dalle acque del fiume Save.

## Società

### Evoluzione demografica
Abitanti censiti